# Pahuatlán
Pahuatlán, officiellement Pahuatlán del Valle, est une ville et une municipalité située au nord-ouest de l'état de Puebla au centre du Mexique. La municipalité fait partie de la région de la Sierra Norte (en) de l'État, une zone montagneuse escarpée qui reçoit une humidité importante du golfe du Mexique et borde les États d'Hidalgo et de Veracruz.
La ville a été fondée par les Augustins lorsqu'ils y ont construit un petit monastère en 1532, avec une zone divisée entre les ethnies Nahuas et Otomis, que l'on peut encore trouver ici aujourd'hui. Culturellement, la municipalité est surtout connue pour le papier d'amate produit par les Otomis de la communauté de San Pablito.